# Andrea Maria Schenkel
Andrea Maria Schenkel (Ratisbona, 21 marzo 1962) è una scrittrice tedesca.

## Biografia
Andrea Maria Schenkel è nata il 21 marzo 1962 a Ratisbona, dove vive e lavora.
Ha esordito nel 2006 con il romanzo La fattoria del diavolo ispirato alla strage irrisolta di sette persone avvenuta negli anni '20 nella fattoria di Hinterkaifeck.
Autrice di altri cinque romanzi di genere giallo-storico, ha ricevuto diversi riconoscimenti letterari tra i quali il Martin Beck Award nel 2008.

## Opere

### Romanzi
- La fattoria del diavolo (Tannöd, 2006), Firenze, Giunti, 2008 traduzione di Francesca Legittimo ISBN 978-88-09-05590-2.
- Freddo come il ghiaccio (Kalteis, 2007), Firenze, Giunti, 2010 traduzione di Francesca Legittimo ISBN 978-88-09-06187-3.
- Bunker (2009)
- Finsterau (2012)
- Täuscher (2013)
- Als die Liebe endlich war (2016)

## Filmografia
- Tannöd (2009) regia di Bettina Oberli (soggetto dall'omonimo romanzo)

## Premi e riconoscimenti
- Premio letterario Corine: 2006 per La fattoria del diavolo
- Deutscher Krimi Preis: 2007 per La fattoria del diavolo e 2008 per Freddo come il ghiaccio
- Martin Beck Award: 2008 per La fattoria del diavolo